# Allegorie des Danziger Handels

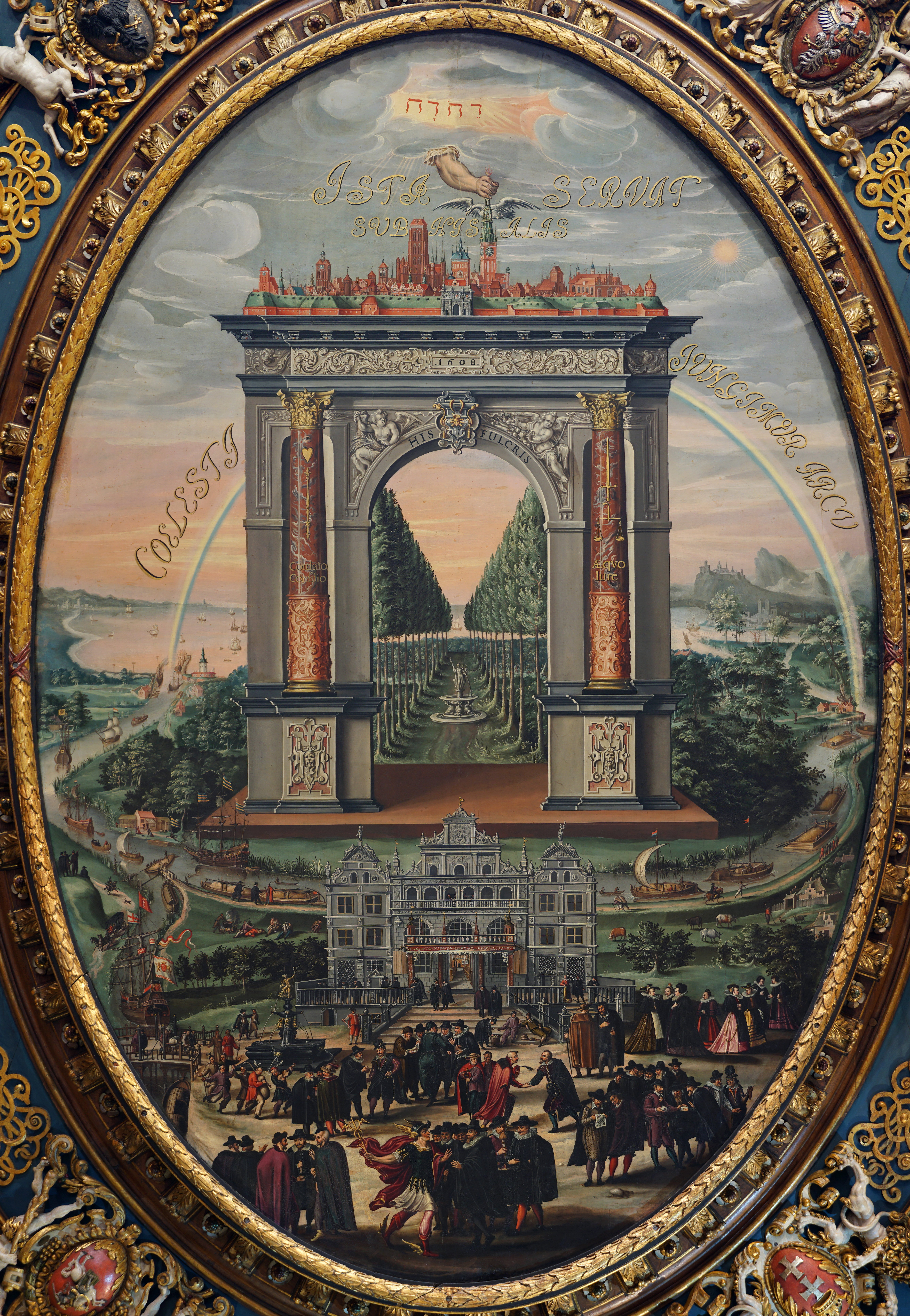
Allegorie des Danziger Handels

Die Allegorie des Danziger Handels (auch Apotheose Danzigs, polnisch Apoteoza Gdańska) ist ein Deckengemälde von Izaak van den Blocke im Rechtstädtischen Rathaus in Danzig. Es wurde von 1607 bis 1608 geschaffen und zählt zu den bedeutendsten historischen Bildwerken in der Stadt.

## Äußere Angaben

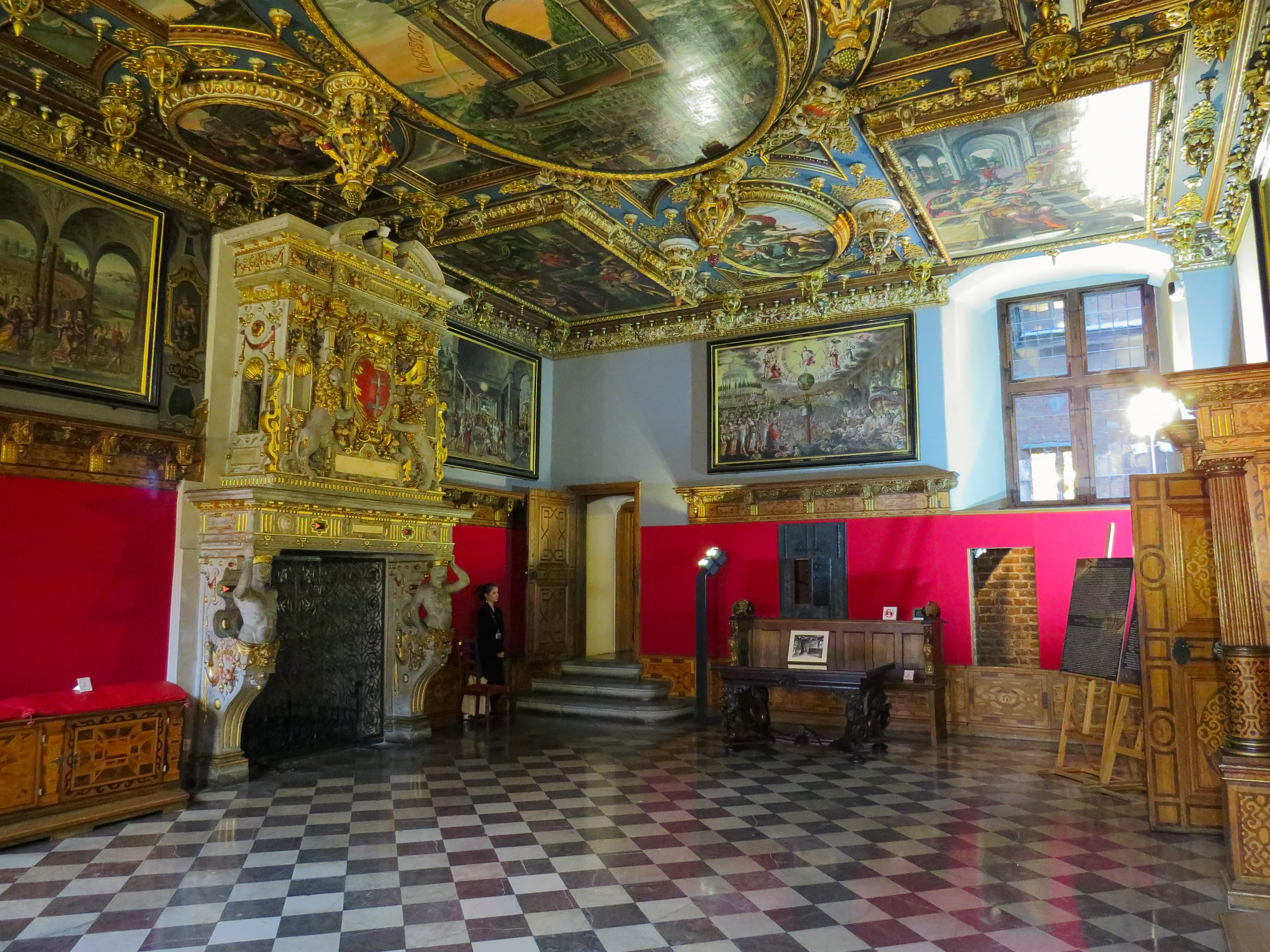
Roter Saal

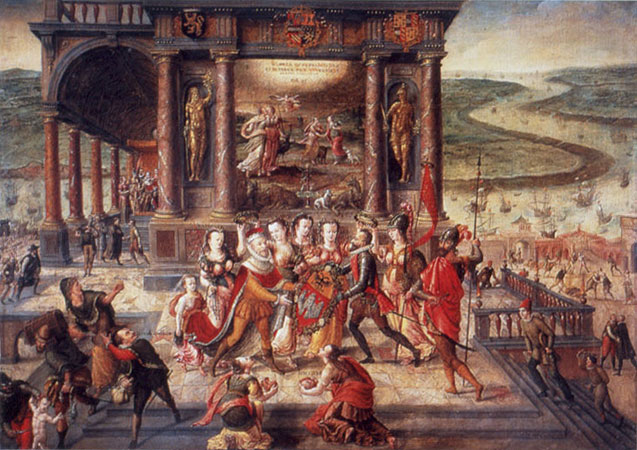
Hans Vredeman de Vries: Allegorie auf die Übernahme von Antwerpen, 1586

Das Gemälde befindet sich im Roten Saal, dem repräsentativsten Raum des Rechtstädtischen Rathauses. Es ist als Oval von 331 × 237 Zentimetern die zentrale Darstellung in der Mitte des Raums, und wird umgeben von 24 weiteren Gemälden.
Der Maler Izaak van den Blocke stammte aus einer flämischen Familie. Das Bild ist im niederländischen manieristischen Stil gehalten  und zeigt Einflüsse von Hans Vredeman de Vries und weiteren Vorbildern.

## Bezeichnung
Das Gemälde hat keine Bezeichnung. Der Danziger Kunsthistoriker Willi Drost bezeichnete es als Allegorie des Danziger Handels, da es vor allem die Bedeutung und den Alltag des Handels in Danzig darstellt. Der polnische Kunsthistoriker Eugeniusz Iwanoyko nannte es dann  Apotheose Danzigs, was mehr die religiöse Intention des Werkes berücksichtigt. Diese Bezeichnung hat sich in der polnischen Beschreibung durchgesetzt. Eine Apotheose ist aber eigentlich eher die verklärende Darstellung eines Menschen in dessen Aufstieg in die himmlische Welt.
Neuerdings gibt es auch die Bezeichnung Apotheose des Bündnisses Danzigs mit Polen, die auf den Handschlag eines Danziger Kaufmanns mit einem polnischen Adligen im Bild Bezug nimmt. Ansonsten ist diese Aussage im Bild aber nicht erkennbar. (Es müsste dann auch Allegorie des Bündnisses Danzigs mit Polen heißen.)

## Beschreibung

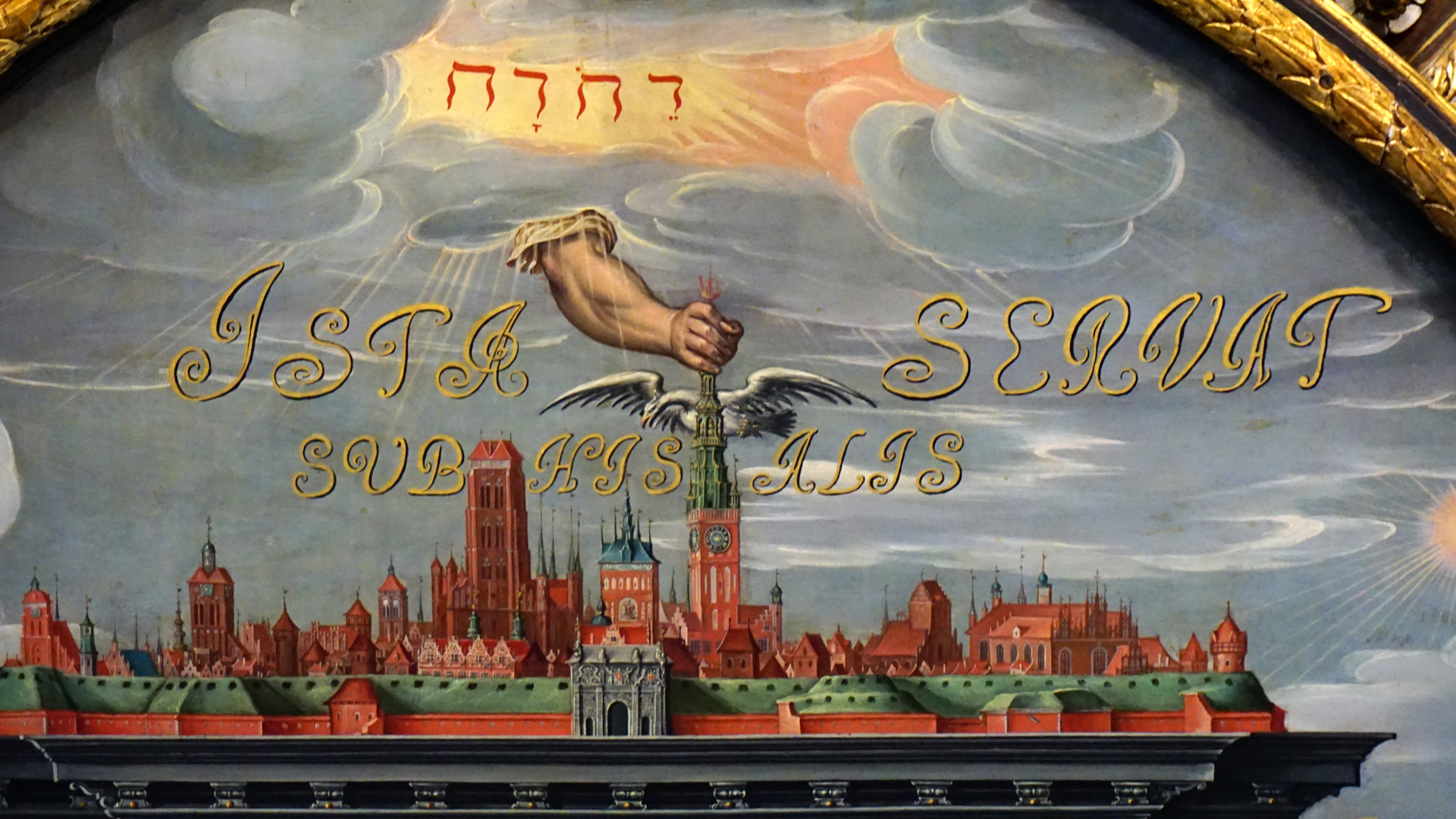
Hand Gottes über der Stadt

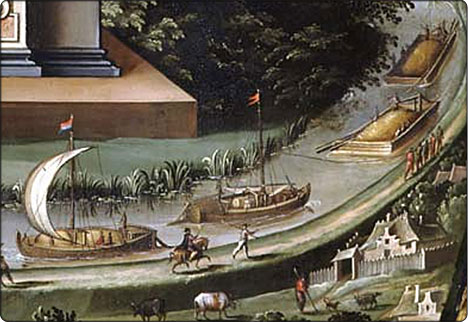
Schiffe und Flöße auf der Weichsel

Im Mittelpunkt des ovalen Gemäldes steht ein großer Triumphbogen, durch den eine Allee in weite Ferne zur Ostsee führt. In der unteren Bildhälfte sind zahlreiche Personen um den Danziger Artushof positioniert, die das alltägliche Leben repräsentieren, vor allem den Handel. Am markantesten sind Kaufleute unterschiedlicher Herkunft, die in Gruppen beieinander stehen, rechts unten z. B. jüdische Händler in portugiesischer Kleidung. Daneben sind deutsche Bürger der Stadt zu erkennen, polnische Adlige mit kahlgeschorenem Kopf, Bürgerfrauen in den typischen Danziger Trachten, Musiker mit Dudelsack und Gusla, eine Gruppe, die ihnen folgt, Flößer bei verschiedenen Tätigkeiten (tragen, kochen, schlafen, die Notdurft verrichten) und einige Bauern bei der Feldarbeit. Am Triumphbogen schlängelt sich die Weichsel vorbei, von den zuströmenden Karpatenflüssen bis zur Mündung in die Ostsee. Auf der Weichsel fahren Schiffe und Flöße, die Getreide von Polen nach Mittel- und Westeuropa transportieren. Am Flussufer sind verschiedene Gebäude dargestellt, ganz im Hintergrund ist die Festung Weichselmünde zu sehen.
Über dem Triumphbogen erhebt sich die Silhouette der Stadt Danzig, mit Kirchtürmen, markanten Gebäuden und Mauern. Ein kräftiger Arm, der aus einer Wolke kommt, ergreift die Turmspitze des Rechtstädtischen Rathauses. Darüber zeichnet sich das Tetragrammaton ab, der Gottesname in hebräischen Buchstaben. Der Triumphbogen selbst trägt mehrere lateinische Inschriften.
Die Hauptaussage des Gemäldes ist eine Verherrlichung der Stadt Danzig. Sie ist von Gott so geschaffen und steht unter seinem Schutz. Daneben wird ein lebendiges Bild der Zeit gezeichnet.